# Boswachterij Odoorn

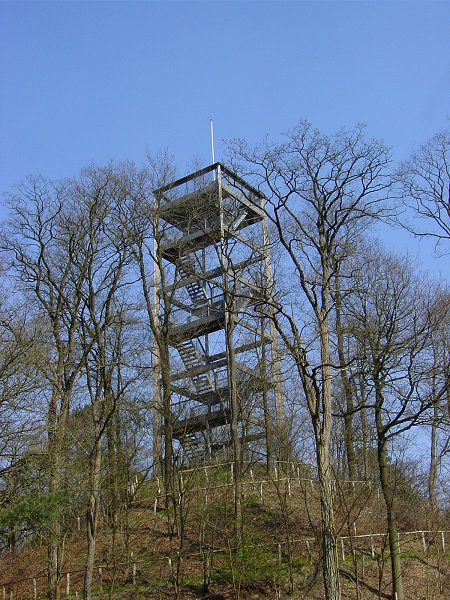
Poolshoogte

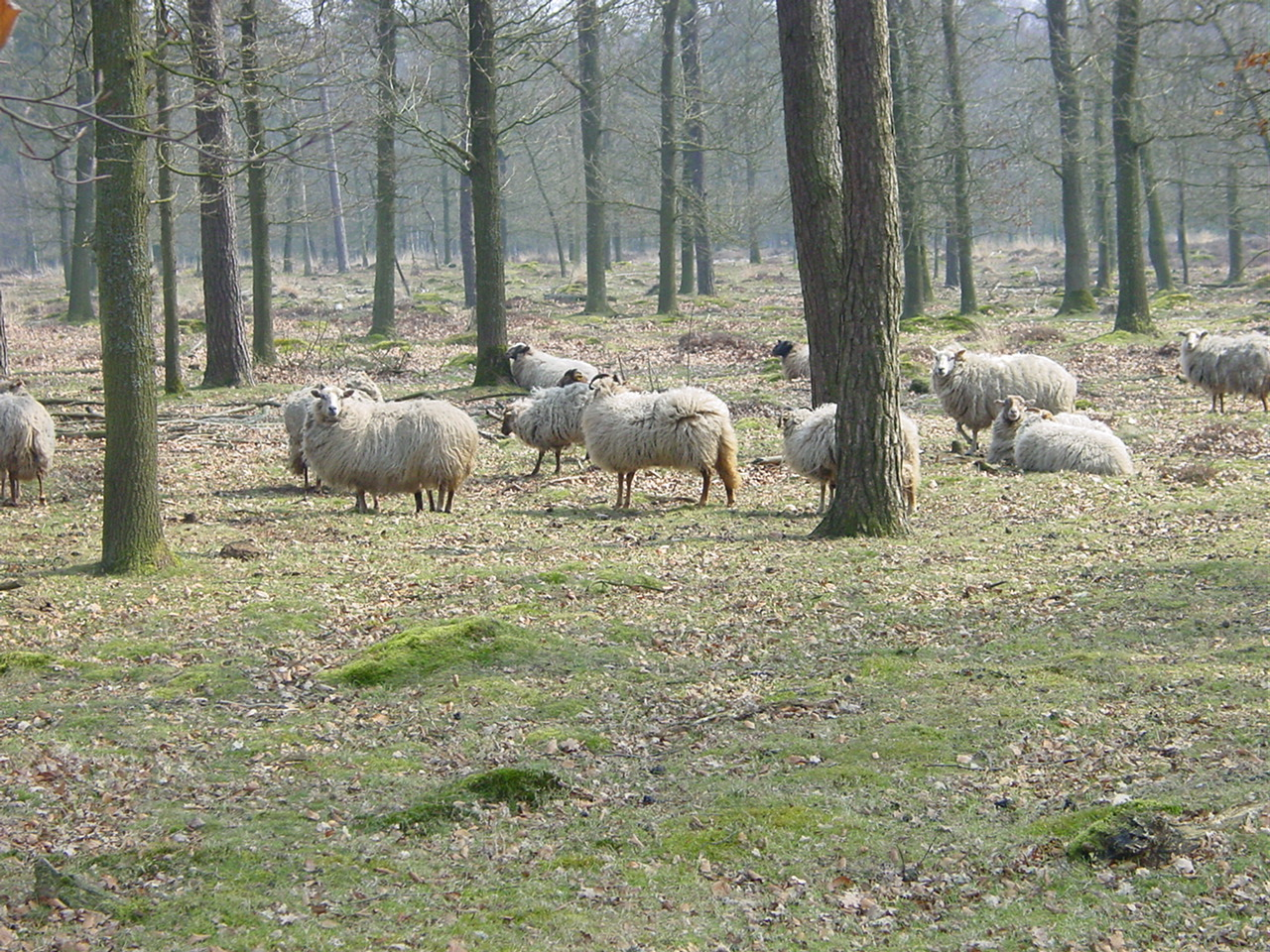
Schapen in het schapenpark

Boswachterij Odoorn is een boswachterij van Staatsbosbeheer in de gemeente Borger-Odoorn in de Nederlandse provincie Drenthe. De boswachterij is 1800 hectare groot. De aanleg van het bos begon in 1914 als werkverschaffingsproject. Er werden veel naaldbomen aangeplant. Tussen percelen naaldbomen werden singels loofbomen neergezet om het gevaar van een grote bosbrand te verminderen. In 1926 werd het werkverschaffingsproject onderbroken om in 1931 weer van start te gaan. In 1934 werd de heuvel Poolshoogte opgeworpen.
In 1972 leed het bos tijdens een storm ernstige schade. Een gedeelte werd weer opnieuw aangeplant, een ander deel werd begraasd door de schaapskudde uit de schaapskooi van Exloo. Dat begraasde gedeelte wordt het schapenpark genoemd.
Hoewel aanvankelijk het doel van het bos houtproductie was, is dat in de laatste decennia van de twintigste eeuw verschoven naar natuur en recreatie. Door het gebied lopen verschillende wandelroutes, die worden aangegeven door kleine paaltjes met gekleurde koppen.